# Noé (Haute-Garonne)
Pour les articles homonymes, voir Noé.
Noé est une commune française située dans le centre du département de la Haute-Garonne en région Occitanie.
Sur le plan historique et culturel, la commune est dans le Volvestre, constitué des vallées de l'Arize et du Volp, proche de la vallée de la Garonne, situé au sud de Toulouse et en partie nord du Couserans. Exposée à un climat océanique altéré, elle est drainée par la Garonne, le ruisseau du Rabé et par divers autres petits cours d'eau. La commune possède un patrimoine naturel remarquable : un site Natura 2000 (« Garonne, Ariège, Hers, Salat, Pique et Neste »), un espace protégé (« la Garonne, l'Ariège, l'Hers Vif et le Salat ») et trois zones naturelles d'intérêt écologique, faunistique et floristique.
Noé est une commune de la couronne périurbaine de l'aire d'attraction de Toulouse et elle appartient à l'unité urbaine de Longages. Elle  compte 2 979 habitants en 2022, après avoir connu une forte hausse de la population depuis 1954.  Ses habitants sont appelés les Noémiens ou  Noémiennes.
Le patrimoine architectural de la commune comprend deux  immeubles protégés au titre des monuments historiques : la maison de Pardailhan, classée en 1942, et la Pyramide de démarcation de la Guyenne et du Languedoc, inscrite en 2010.

## Géographie

### Localisation
- 1Carte dynamique
- 2Carte OpenStreetMap
- 3Carte topographique
- 4Carte avec les communes environnantes

La commune de Noé se trouve dans le département de la Haute-Garonne, en région Occitanie.
Elle se situe à 31 km à vol d'oiseau de Toulouse, préfecture du département, à 13 km de Muret, sous-préfecture, et à 16 km d'Auterive, bureau centralisateur du canton d'Auterive dont dépend la commune depuis 2015 pour les élections départementales.
La commune fait en outre partie du bassin de vie de Carbonne.
Les communes les plus proches sont : 
Montaut (1,4 km), Capens (2,3 km), Mauzac (2,7 km), Longages (2,8 km), Marquefave (4,7 km), Saint-Sulpice-sur-Lèze (4,8 km), Lavernose-Lacasse (4,8 km), Le Fauga (5,0 km).
Sur le plan historique et culturel, Noé fait partie du Volvestre, constitué des vallées de l'Arize et du Volp, proche de la vallée de la Garonne, situé au sud de Toulouse et en partie nord du Couserans.
Noé est limitrophe de six autres communes.
| Lavernose-Lacasse | Le Fauga | Mauzac  |
| Longages          | Noé      | Montaut |
|                   | Capens   |         |

### Géologie et relief
La commune de Noé est établie sur la première terrasse de la Garonne dans sa partie rive gauche et sa rive droite est surplombée par un talus abrupt qui entaille profondément la molasse de l’ère tertiaire.
La superficie de la commune est de 965 hectares ; son altitude varie de 175  à   280 mètres.

### Hydrographie

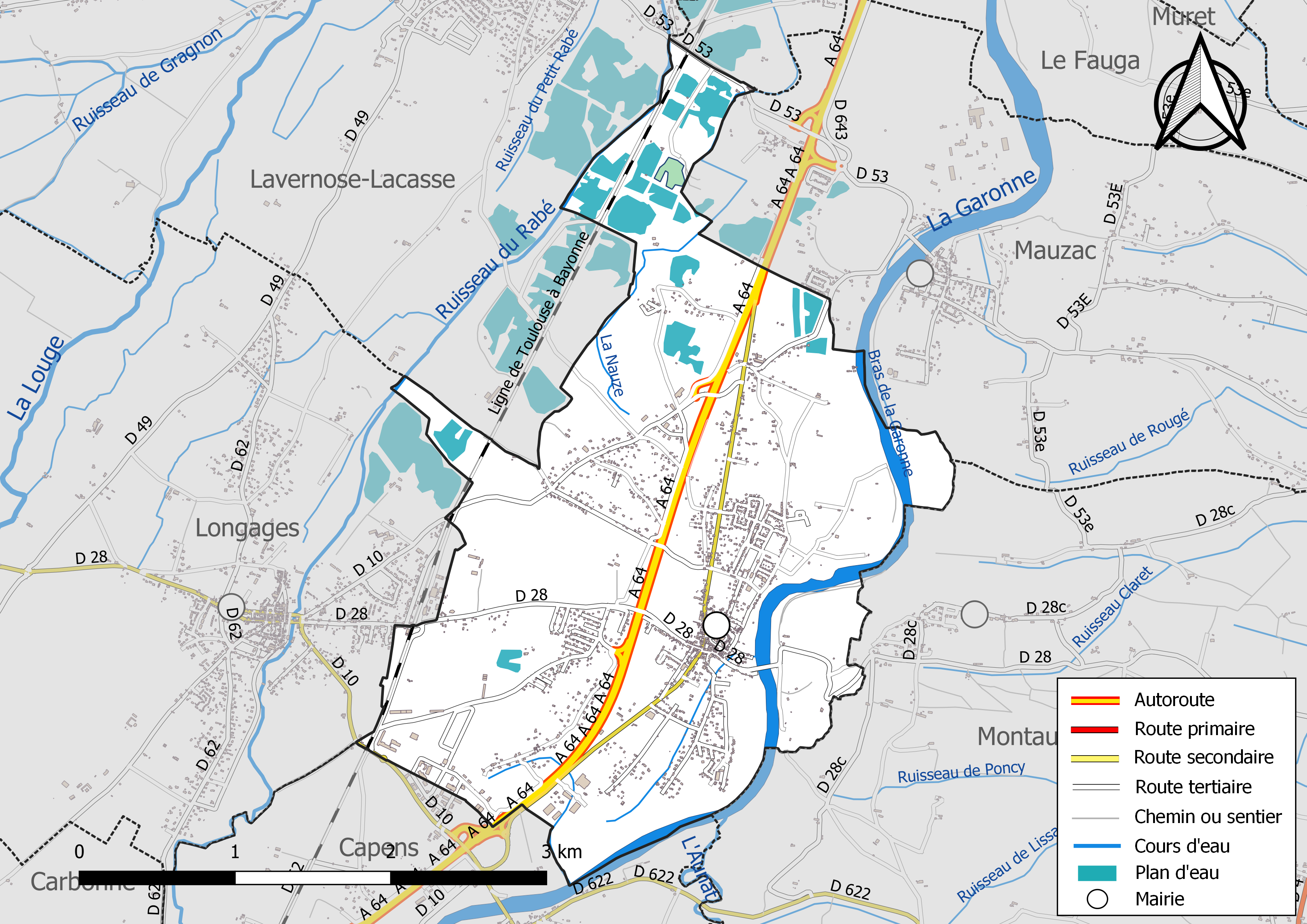
Réseaux hydrographique et routier de Noé.

La commune est dans le bassin de la Garonne, au sein du bassin hydrographique Adour-Garonne. Elle est drainée par la Garonne, le ruisseau du Rabé, un bras de la Garonne, la Nauze et par deux petits cours d'eau, constituant un réseau hydrographique de 9 km de longueur totale,.
La Garonne est un fleuve principalement français prenant sa source en Espagne et qui coule sur 529 km avant de se jeter dans l’océan Atlantique.
Le ruisseau du Rabé, d'une longueur totale de 10,3 km, prend sa source dans la commune de Marquefave et s'écoule vers le nord. Il traverse la commune et se jette dans la Louge à Le Fauga, après avoir traversé 5 communes.

### Climat
Pour des articles plus généraux, voir Climat de l'Occitanie et Climat de la Haute-Garonne.
En 2010, le climat de la commune est de type climat du Bassin du Sud-Ouest, selon une étude s'appuyant sur une série de données couvrant la période 1971-2000. En 2020, Météo-France publie une typologie des climats de la France métropolitaine dans laquelle la commune est exposée à un climat océanique altéré et est dans la région climatique Aquitaine, Gascogne, caractérisée par une pluviométrie abondante au printemps, modérée en automne, un faible ensoleillement au printemps, un été chaud (19,5 °C), des vents faibles, des brouillards fréquents en automne et en hiver et des orages fréquents en été (15 à 20 jours).
Pour la période 1971-2000, la température annuelle moyenne est de 13,1 °C, avec une amplitude thermique annuelle de 15,6 °C. Le cumul annuel moyen de précipitations est de 729 mm, avec 9,8 jours de précipitations en janvier et 5,7 jours en juillet. Pour la période 1991-2020, la température moyenne annuelle observée sur la station météorologique la plus proche, située sur la commune de Lherm à 10 km à vol d'oiseau, est de 13,6 °C et le cumul annuel moyen de précipitations est de 620,4 mm,. Pour l'avenir, les paramètres climatiques de la commune estimés pour 2050 selon différents scénarios d'émission de gaz à effet de serre sont consultables sur un site dédié publié par Météo-France en novembre 2022.

### Milieux naturels et biodiversité

#### Espaces protégés
La protection réglementaire est le mode d’intervention le plus fort pour préserver des espaces naturels remarquables et leur biodiversité associée,.
Un  espace protégé est présent sur la commune : 
« la Garonne, l'Ariège, l'Hers Vif et le Salat », objet d'un arrêté de protection de biotope, d'une superficie de 1 658,7 ha.

#### Réseau Natura 2000

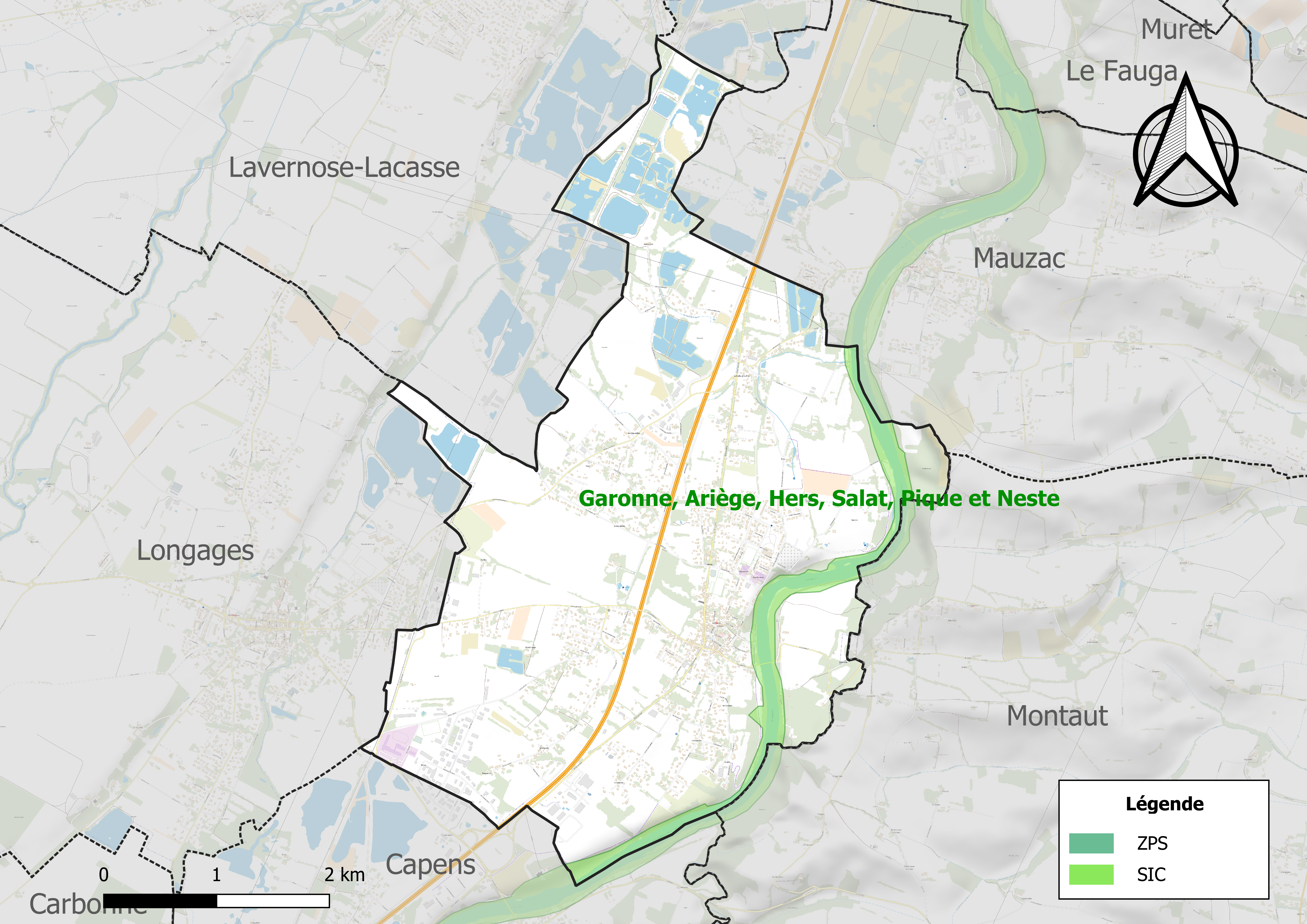
Site Natura 2000 sur le territoire communal.

Le réseau Natura 2000 est un réseau écologique européen de sites naturels d'intérêt écologique élaboré à partir des directives habitats et oiseaux, constitué de zones spéciales de conservation (ZSC) et de zones de protection spéciale (ZPS).
Un site Natura 2000 a été défini sur la commune au titre de la directive habitats : « Garonne, Ariège, Hers, Salat, Pique et Neste », d'une superficie de 9 581 ha, un réseau hydrographique pour les poissons migrateurs (zones de frayères actives et potentielles importantes pour le Saumon en particulier qui fait l'objet d'alevinages réguliers et dont des adultes atteignent déjà Foix sur l'Ariège.

#### Zones naturelles d'intérêt écologique, faunistique et floristique

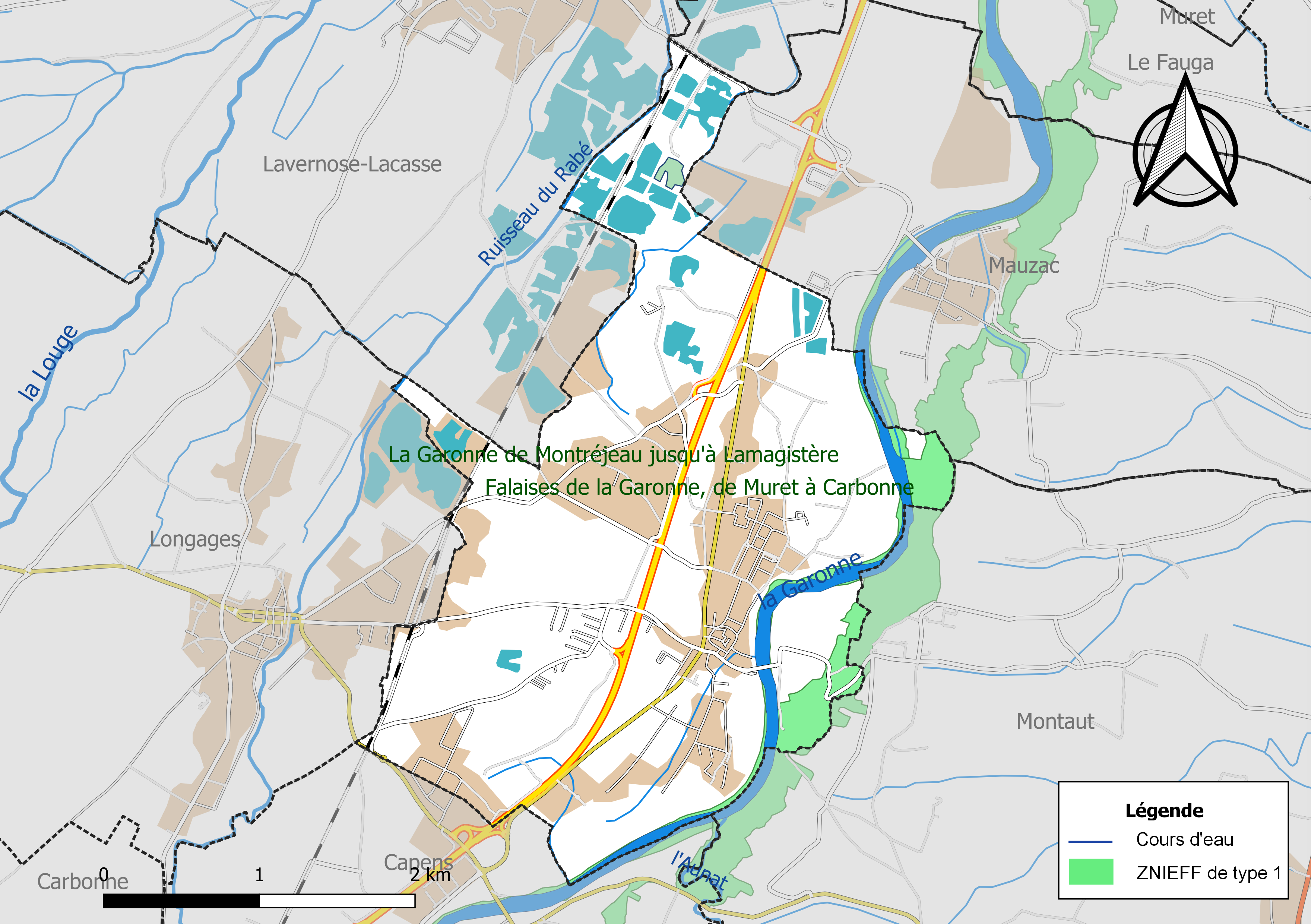
Carte des ZNIEFF de type 1 localisées sur la commune.

L’inventaire des zones naturelles d'intérêt écologique, faunistique et floristique (ZNIEFF) a pour objectif de réaliser une couverture des zones les plus intéressantes sur le plan écologique, essentiellement dans la perspective d’améliorer la connaissance du patrimoine naturel national et de fournir aux différents décideurs un outil d’aide à la prise en compte de l’environnement dans l’aménagement du territoire.
Deux ZNIEFF de type 1 sont recensées sur la commune :
les « falaises de la Garonne, de Muret à Carbonne » (525 ha), couvrant 8 communes du département et 
« la Garonne de Montréjeau jusqu'à Lamagistère » (5 075 ha), couvrant 92 communes dont 63 dans la Haute-Garonne, trois en Lot-et-Garonne et 26 en Tarn-et-Garonne
et une ZNIEFF de type 2, : 
« la Garonne et milieux riverains, en aval de Montréjeau » (6 874 ha), couvrant 93 communes dont 64 dans la Haute-Garonne, trois en Lot-et-Garonne et 26 en Tarn-et-Garonne.

## Urbanisme

### Typologie
Au 1er janvier 2024, Noé est catégorisée bourg rural, selon la nouvelle grille communale de densité à sept niveaux définie par l'Insee en 2022.
Elle appartient à l'unité urbaine de Longages, une agglomération intra-départementale regroupant trois  communes, dont elle est ville-centre,,. Par ailleurs la commune fait partie de l'aire d'attraction de Toulouse, dont elle est une commune de la couronne,. Cette aire, qui regroupe 527 communes, est catégorisée dans les aires de 700 000 habitants ou plus (hors Paris),.

### Occupation des sols

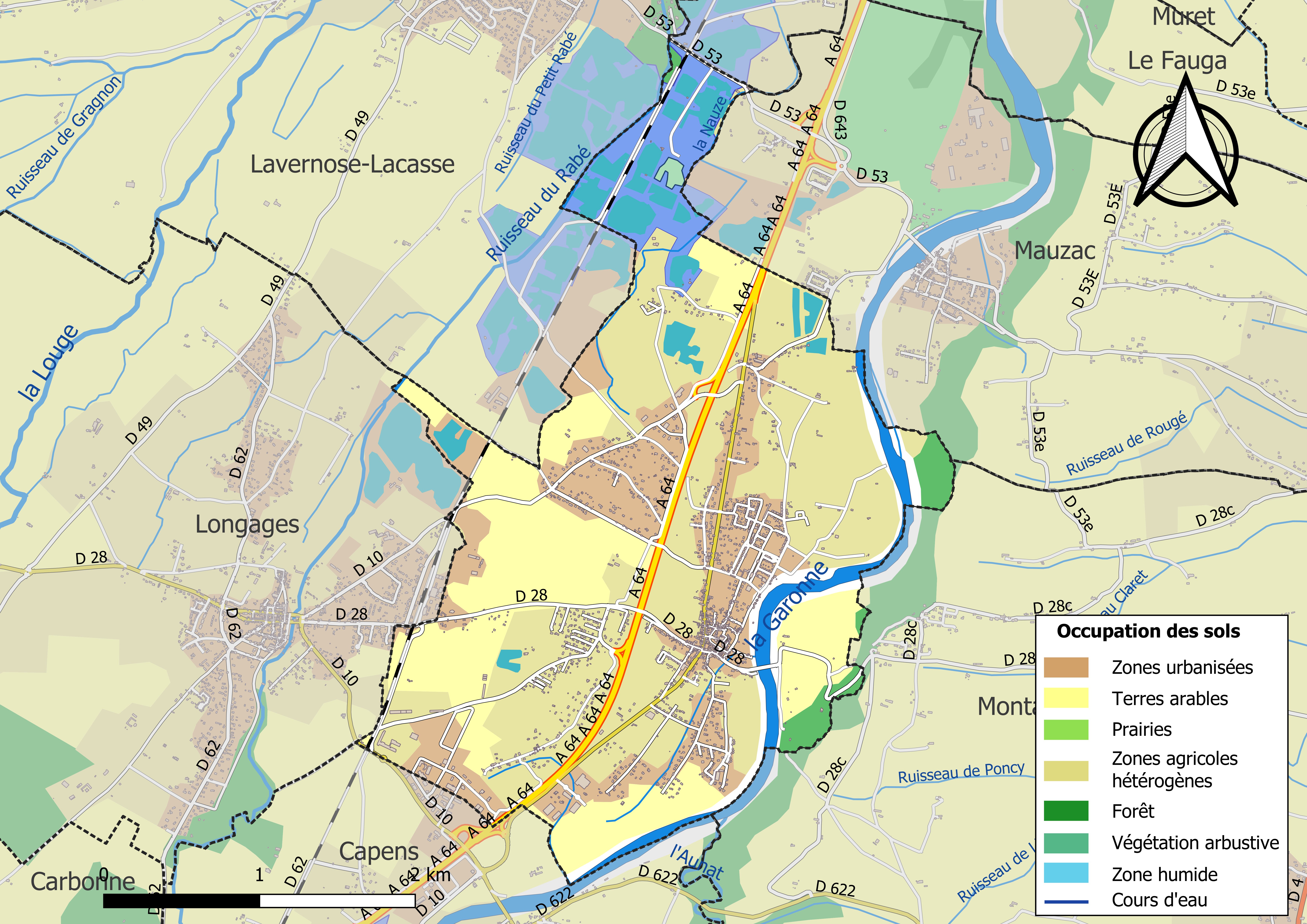
Carte des infrastructures et de l'occupation des sols de la commune en 2018 (CLC).

L'occupation des sols de la commune, telle qu'elle ressort de la base de données européenne d’occupation biophysique des sols Corine Land Cover (CLC), est marquée par l'importance des territoires agricoles (53,2 % en 2018), en diminution par rapport à 1990 (68 %). La répartition détaillée en 2018 est la suivante : 
zones agricoles hétérogènes (29,9 %), zones urbanisées (26,2 %), terres arables (23,2 %), eaux continentales (14,9 %), zones industrielles ou commerciales et réseaux de communication (3,1 %), forêts (2,6 %). L'évolution de l’occupation des sols de la commune et de ses infrastructures peut être observée sur les différentes représentations cartographiques du territoire : la carte de Cassini (XVIIIe siècle), la carte d'état-major (1820-1866) et les cartes ou photos aériennes de l'IGN pour la période actuelle (1950 à aujourd'hui).

### Lieux-dits ou hameaux
Gaillard-du-Port, Les Clauzolles, Les Agnets,

### Voies de communication et transports

#### Voies de communication
La commune est accessible par l'autoroute A 64, par les sorties :  28,  29,  30.

#### Transports
La gare de Longages - Noé, située à proximité directe du territoire de la commune, est desservie quotidiennement par des TER Occitanie effectuant des missions entre les gares de Toulouse-Matabiau, Boussens, Montréjeau - Gourdan-Polignan et Pau.
La ligne 359 du réseau Arc-en-Ciel relie le centre de la commune à la gare routière de Toulouse depuis Montesquieu-Volvestre, la ligne 361 relie le centre de la commune à la gare routière de Toulouse depuis Le Fousseret et la ligne 380 relie le centre de la commune à la gare routière de Toulouse depuis Cazères.

### Risques majeurs
Le territoire de la commune de Noé est vulnérable à différents aléas naturels : météorologiques (tempête, orage, neige, grand froid, canicule ou sécheresse), inondations, mouvements de terrains et séisme (sismicité très faible). Il est également exposé à un risque technologique, la rupture d'un barrage. Un site publié par le BRGM permet d'évaluer simplement et rapidement les risques d'un bien localisé soit par son adresse soit par le numéro de sa parcelle.

#### Risques naturels
Certaines parties du territoire communal sont susceptibles d’être affectées par le risque d’inondation par débordement de cours d'eau, notamment le ruisseau du Rabé. La commune a été reconnue en état de catastrophe naturelle au titre des dommages causés par les inondations et coulées de boue survenues en 1982, 1999, 2000, 2007, 2009 et 2018,.

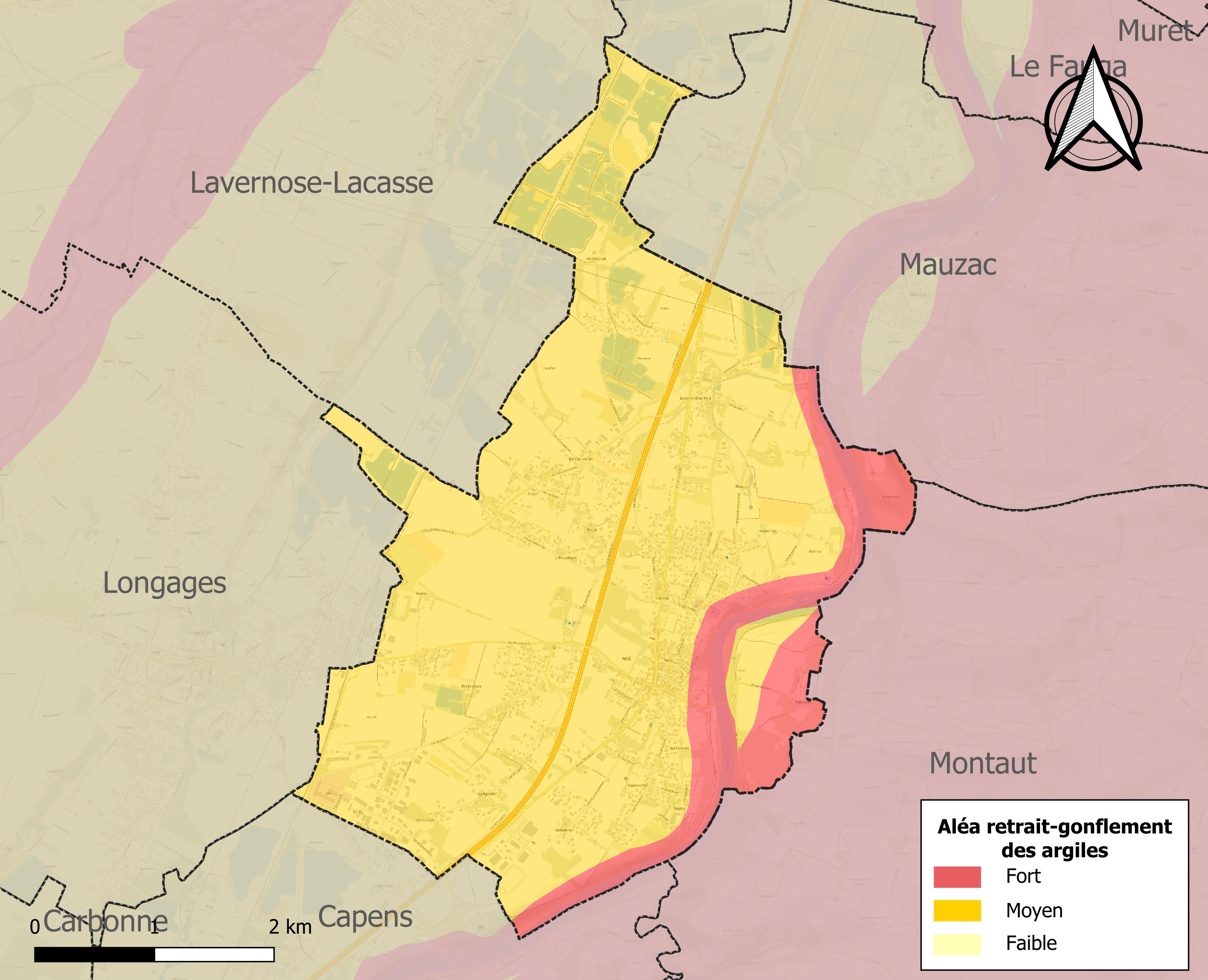
Carte des zones d'aléa retrait-gonflement des sols argileux de Noé.

La commune est vulnérable au risque de mouvements de terrains constitué principalement du retrait-gonflement des sols argileux. Cet aléa est susceptible d'engendrer des dommages importants aux bâtiments en cas d’alternance de périodes de sécheresse et de pluie. La totalité de la commune est en aléa moyen ou fort (88,8 % au niveau départemental et 48,5 % au niveau national). Sur les 1 134 bâtiments dénombrés sur la commune en 2019, 1 134 sont en aléa moyen ou fort, soit 100 %, à comparer aux 98 % au niveau départemental et 54 % au niveau national. Une cartographie de l'exposition du territoire national au retrait gonflement des sols argileux est disponible sur le site du BRGM,.
Par ailleurs, afin de mieux appréhender le risque d’affaissement de terrain, l'inventaire national des cavités souterraines permet de localiser celles situées sur la commune.
Concernant les mouvements de terrains, la commune a été reconnue en état de catastrophe naturelle au titre des dommages causés par la sécheresse en 2003 et par des mouvements de terrain en 1999, 2001 et 2004.

#### Risques technologiques
La commune est en outre située en aval du barrage de Cap de Long sur la Neste de Couplan (département des Hautes-Pyrénées). À ce titre elle est susceptible d’être touchée par l’onde de submersion consécutive à la rupture de cet ouvrage.

## Histoire

### Antiquité et Moyen Åge
Des populations de culture celtique et ibérique, les Volques, ont occupé quelques siècles avant J-C à l'âge du fer, les bords de la Garonne à Noé vers la terminaison du  chemin de Barthe (Lieu de l'ancienne déchetterie). Toutefois rien sur place ne permet de l’identifier.
L'actuelle commune de Noé est située sur la voie romaine qui reliait Tolosa à Lugdunum Convenarum (actuel village de Saint-Bertrand-de-Comminges) aux pieds des Pyrénées.
En 721, les Omeyyades venus de la péninsule ibérique saccagent le village et ses cultures.
À partir du Moyen Âge jusqu'à sa disparition en 1790 pendant la Révolution française, Noé faisait partie du diocèse de Rieux. 

### Seconde Guerre mondiale
En 1937, le ministère de la guerre décide de créer sur un terrain de 14 hectares au nord de Noé, un cantonnement à la frontière avec le village Le Fauga, celui-ci est relié par la gare de Longages. Il a pour but de rassembler les réfugiés espagnols qui fuient la guerre d'Espagne. Durant la Seconde Guerre mondiale, ce cantonnement se transforme en véritable camp de concentration. Entre  1942 et 1944, le camp de Noé représente l'un des deux camps de la vallée de la Garonne, avec le camp du Récébédou. Les  Juifs internés sont déportés vers le camp de transit de Drancy en région parisienne puis vers la Pologne dans les centres de mise à mort d'Auschwitz-Birkenau et Majdanek-Lublin. En mai 1944, les Allemands décident de vider le camp des hommes encore valides, on compte alors 306 personnes encore sur place, essentiellement des femmes, des mutilés de la guerre et des malades.
Le camp est délivré par les maquisards le 19 août 1944.

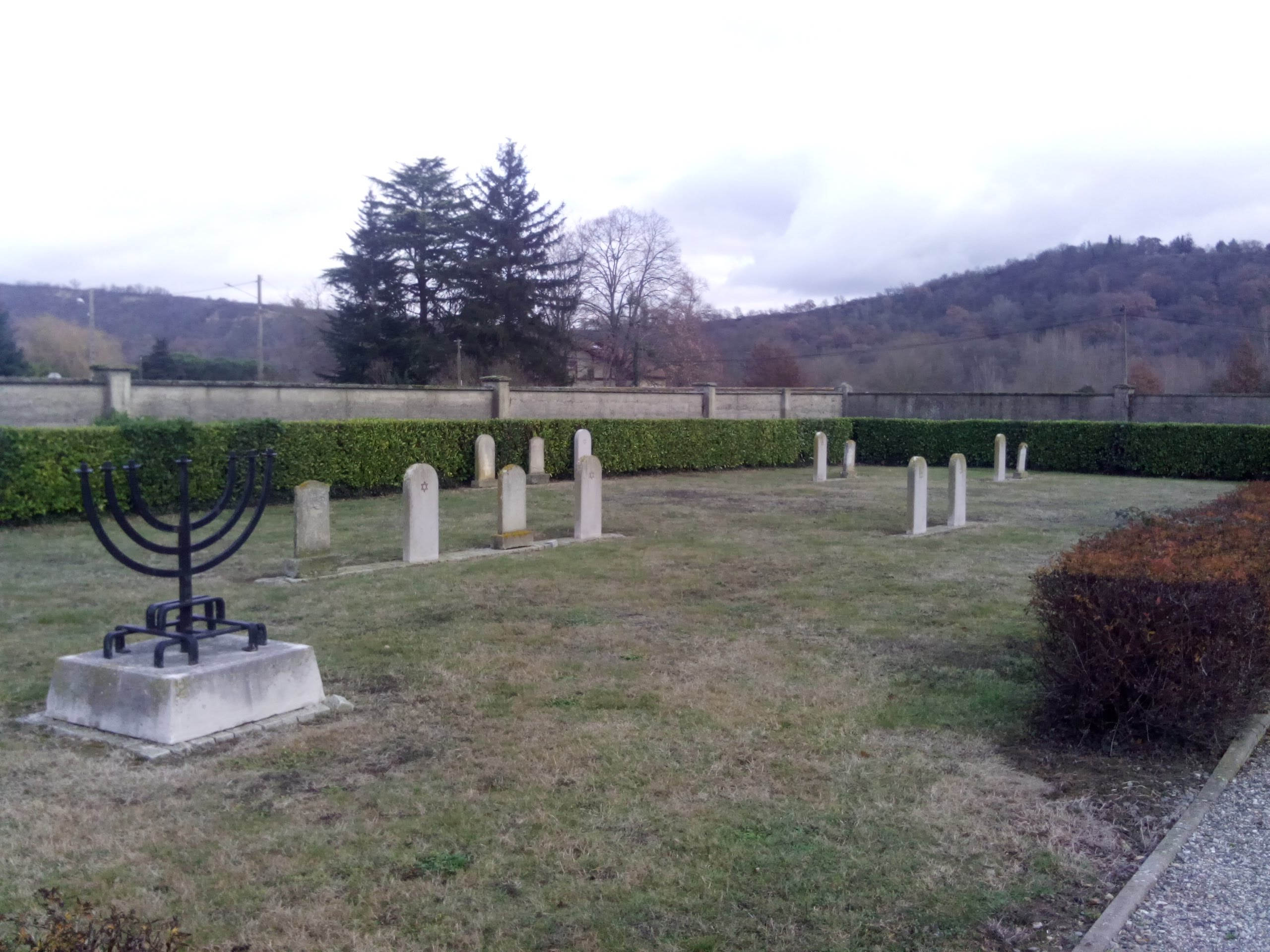
Photographie d'une partie du cimetière de Noé consacrée aux tombes de Juifs morts au camp de Noé durant la Seconde Guerre mondiale.

Le cimetière communal possède un carré juif, on y compte environ 200 tombes d'anciens internés. À ce titre et en mémoire, une œuvre d'art a été érigée à l'entrée en mémoire des morts.

### Un lieu d'histoire qui s'est perdu dans les mémoires.
Une partie d'un quartier de Noé (appelé aujourd'hui quartier Sainte-Marie) correspond à peu près à son ancien emplacement. S'y trouvent actuellement des maisons pour la plupart construites après la Seconde Guerre mondiale, une école maternelle et primaire, un terrain de football, un jardin de jeu pour les enfants, une médiathèque, un groupe médical, et un petit parking. Certains habitants de Noé utilisent le mot "camp" pour désigner le quartier Sainte-Marie. Cela prouve que la mémoire du lieu est présente dans le vocabulaire utilisé.
Peu de gens, hormis certains historiens (comme Éric Malo) ayant travaillé sur le camp de Noé, des personnes âgées et vraiment originaires de la commune, savent qu'à Noé (sur l'emplacement d'un quartier voulu neuf après guerre, il fallait faire table rase du passé à l'heure de la reconstruction du pays)  furent détenus dans des conditions épouvantables des femmes et des hommes lors du dernier conflit mondial du fait de la politique du régime de Vichy, et que des Juifs y furent détenus et envoyés  en Pologne (dans les centres de mise à mort d'Auschwitz-Birkenau et de Majdanek-Lublin) pour être assassinés dans le cadre de la Solution finale orchestrée par l'Allemagne nazie.
Le cimetière de la commune gardait une trace de ce passé tragique jusqu'à ce qu'un mémorial soit inauguré le 22 octobre 2021. Il est situé juste à côté du groupe médical.

Rappelons ici ces mots du Cardinal Saliège, archevêque de Toulouse, envoyés aux curés du diocèse pour qu'ils soient lus devant les fidèles lors de la messe du dimanche 23 août 1942 : 

« Dans notre Diocèse, des scènes d’épouvante ont eu lieu dans les camps de Noé et de Récébédou. Les Juifs sont des hommes, les Juives sont des femmes. Les étrangers sont des hommes, les étrangères sont des femmes. Tout n’est pas permis contre eux, contre ces hommes, contre ces femmes, contre ces pères et mères de famille. Ils sont nos frères comme tant d’autres. Un chrétien ne peut l’oublier. »

## Héraldique
| Blason de Noé | Blason  | Losangé d’or et de gueules                       |
| Blason de Noé | Détails | Le statut officiel du blason reste à déterminer. |

## Politique et administration

### Administration municipale
Le nombre d'habitants au recensement de 2017 étant compris entre 2 500 habitants et 3 499 habitants, le nombre de membres du conseil municipal pour l'élection de 2020 est de vingt trois,.

### Rattachements administratifs et électoraux
Commune faisant partie de la septième circonscription de la Haute-Garonne, de la communauté de communes du Volvestre et du canton d'Auterive (avant le redécoupage départemental de 2014, Noé faisait partie de l'ex-canton de Carbonne) et avant le 1er janvier 2017 elle faisait partie de la communauté de communes de Garonne Louge.

### Liste des maires

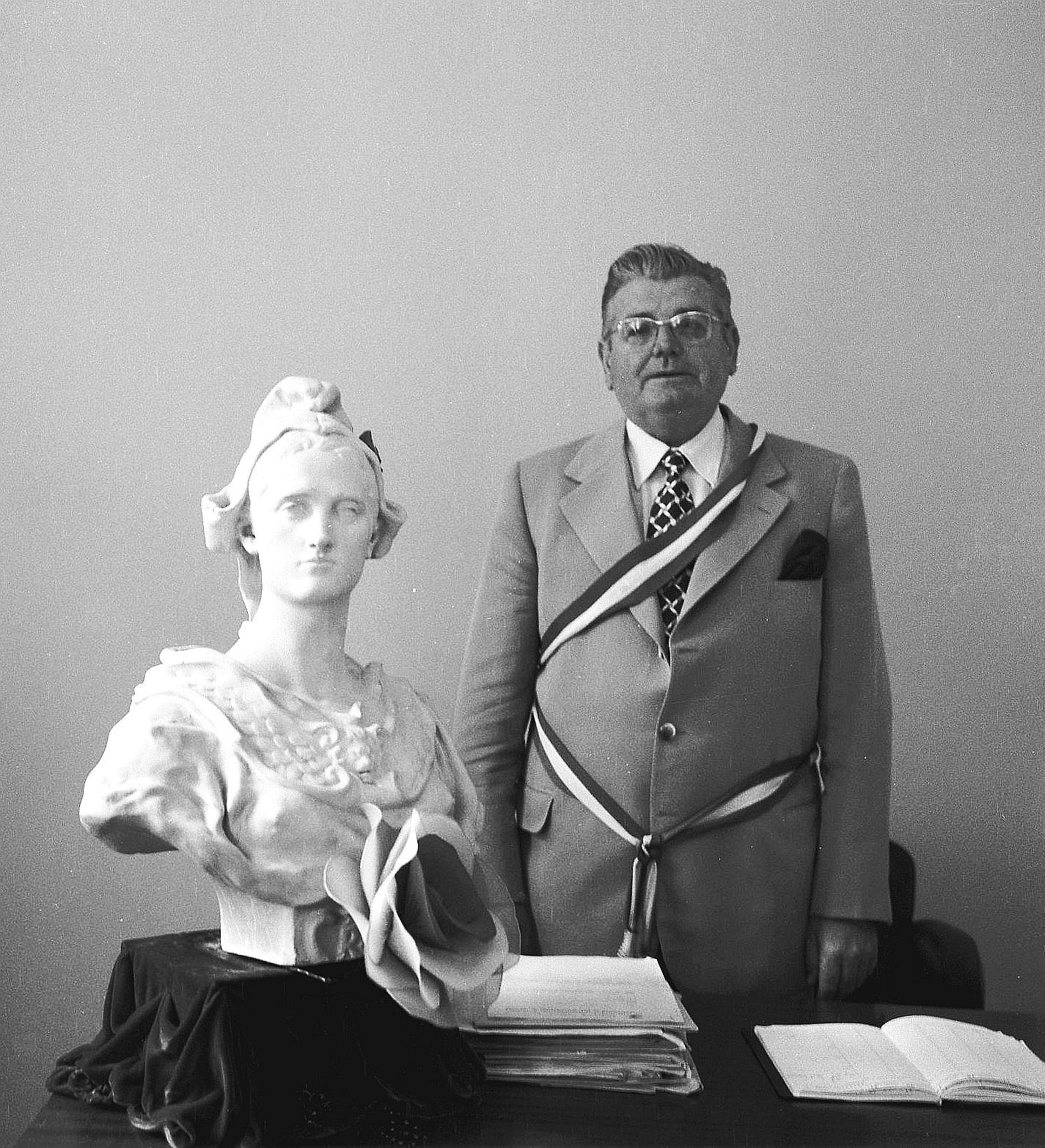
Jean-Baptiste Doumeng, maire de Noé, en 1974.

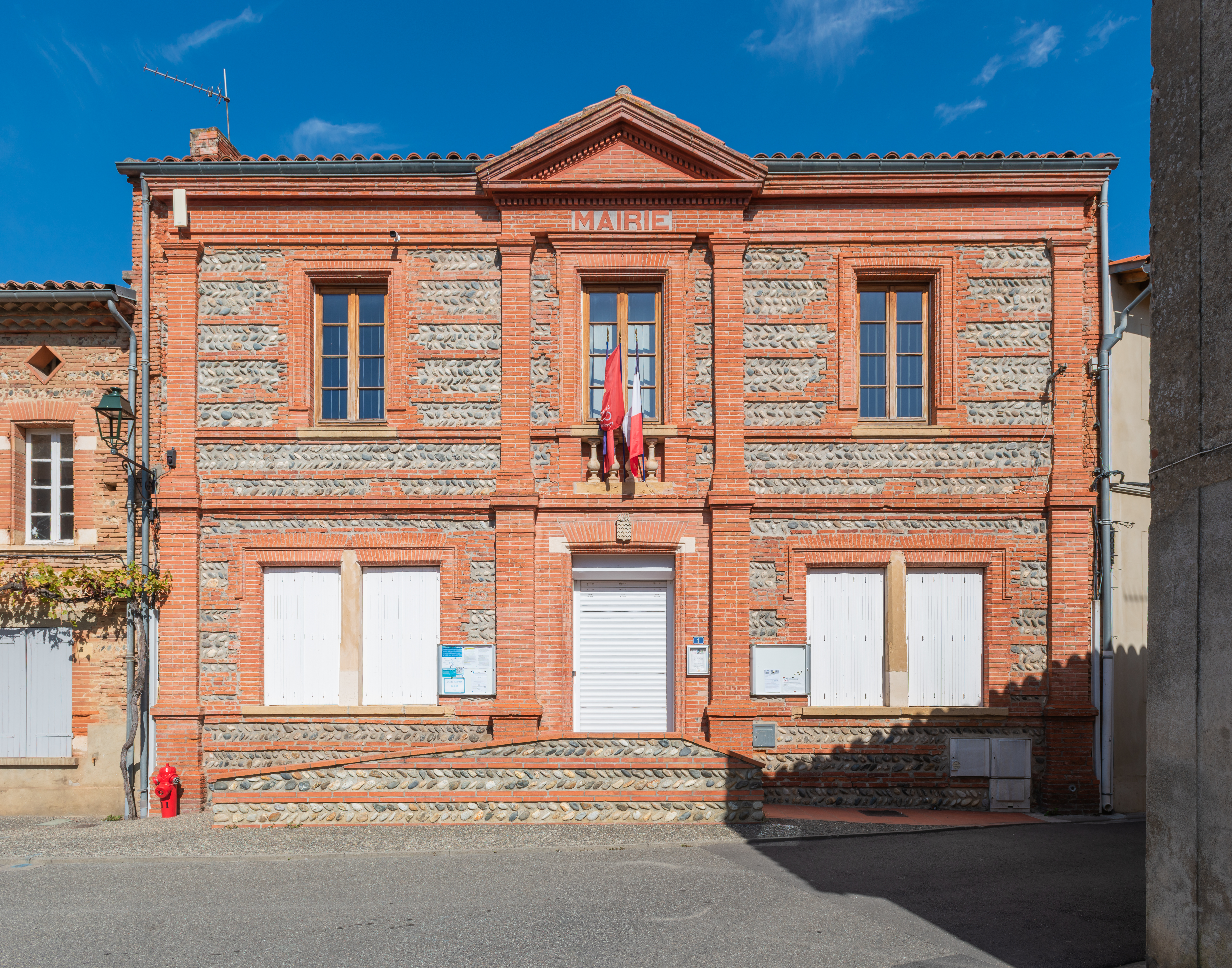
La mairie en 2023.

| Période                                  | Période              | Identité              | Étiquette | Qualité                                                                 |
| ---------------------------------------- | -------------------- | --------------------- | --------- | ----------------------------------------------------------------------- |
| mars 1959                                | mars 1977            | Jean-Baptiste Doumeng | PCF       | Homme d'affaires Conseiller général du canton de Carbonne (1970 → 1976) |
| mars 1977                                | janvier 2019 (décès) | Jean-Paul Feuillerac  | DVD       | Ingénieur                                                               |
| avril 2019                               | En cours             | Max Cazarré           | DVG       | Retraité                                                                |
| Les données manquantes sont à compléter. |                      |                       |           |                                                                         |

## Population et société

### Démographie
L'évolution du nombre d'habitants est connue à travers les recensements de la population effectués dans la commune depuis 1793. Pour les communes de moins de 10 000 habitants, une enquête de recensement portant sur toute la population est réalisée tous les cinq ans, les populations de référence des années intermédiaires étant quant à elles estimées par interpolation ou extrapolation. Pour la commune, le premier recensement exhaustif entrant dans le cadre du nouveau dispositif a été réalisé en 2004.

En 2022, la commune comptait 2 979 habitants, en évolution de +2,76 % par rapport à 2016 (Haute-Garonne : +8,02 %, France hors Mayotte : +2,11 %).
| 1793 | 1800 | 1806 | 1821 | 1831 | 1836 | 1841 | 1846 | 1851 |
| ---- | ---- | ---- | ---- | ---- | ---- | ---- | ---- | ---- |
| 596  | 631  | 742  | 736  | 838  | 894  | 875  | 920  | 947  |

| 1856 | 1861  | 1866 | 1872 | 1876 | 1881 | 1886 | 1891 | 1896 |
| ---- | ----- | ---- | ---- | ---- | ---- | ---- | ---- | ---- |
| 991  | 1 001 | 951  | 866  | 827  | 862  | 857  | 763  | 693  |

| 1901 | 1906 | 1911 | 1921 | 1926 | 1931 | 1936 | 1946  | 1954 |
| ---- | ---- | ---- | ---- | ---- | ---- | ---- | ----- | ---- |
| 684  | 634  | 629  | 621  | 619  | 610  | 569  | 1 517 | 746  |

| 1962 | 1968  | 1975  | 1982  | 1990  | 1999  | 2004  | 2006  | 2009  |
| ---- | ----- | ----- | ----- | ----- | ----- | ----- | ----- | ----- |
| 835  | 1 034 | 1 272 | 1 543 | 1 975 | 2 066 | 2 335 | 2 437 | 2 603 |

| 2014  | 2019  | 2022  | - | - | - | - | - | - |
| ----- | ----- | ----- | - | - | - | - | - | - |
| 2 863 | 2 912 | 2 979 | - | - | - | - | - | - |

| selon la population municipale des années : | 1968 | 1975 | 1982 | 1990 | 1999 | 2006 | 2009 | 2013 |
| Rang de la commune dans le département      | 62   | 71   | 83   | 74   | 77   | 79   | 78   | 75   |
| Nombre de communes du département           | 592  | 582  | 586  | 588  | 588  | 588  | 589  | 589  |

## Culture locale et patrimoine

### Lieux et monuments
- Maison de Pardailhan inscrite  aux monuments historiques depuis 1942[54].
- Pyramide marquant la limite de la Guyenne et du Languedoc, route de Mauzac, borne classée au titre des monuments historiques en 2010[55].
- Église Saint-Martin de style roman.
- Musée du 1000 maillots de rugby à XV.

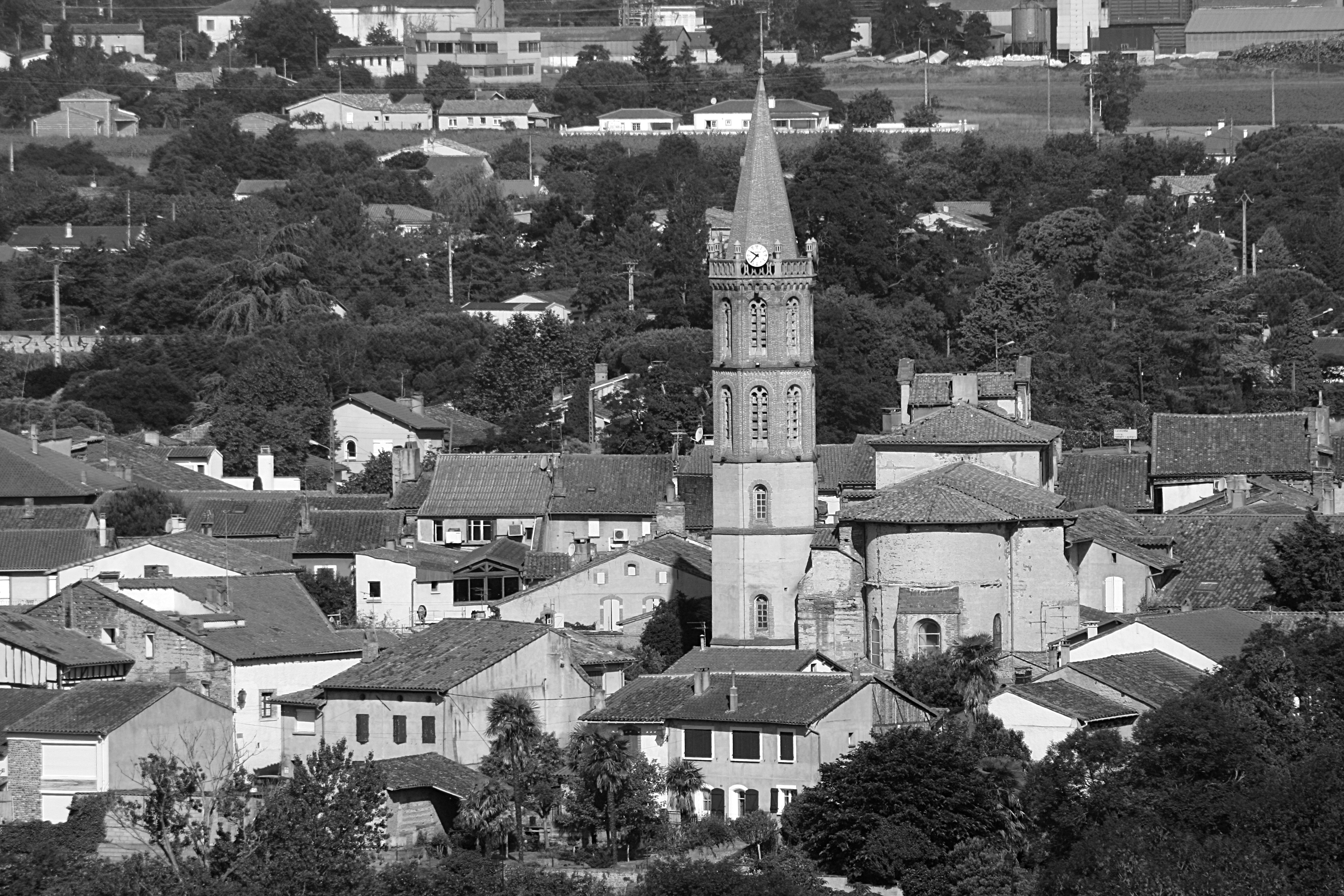
Vue de l'église.
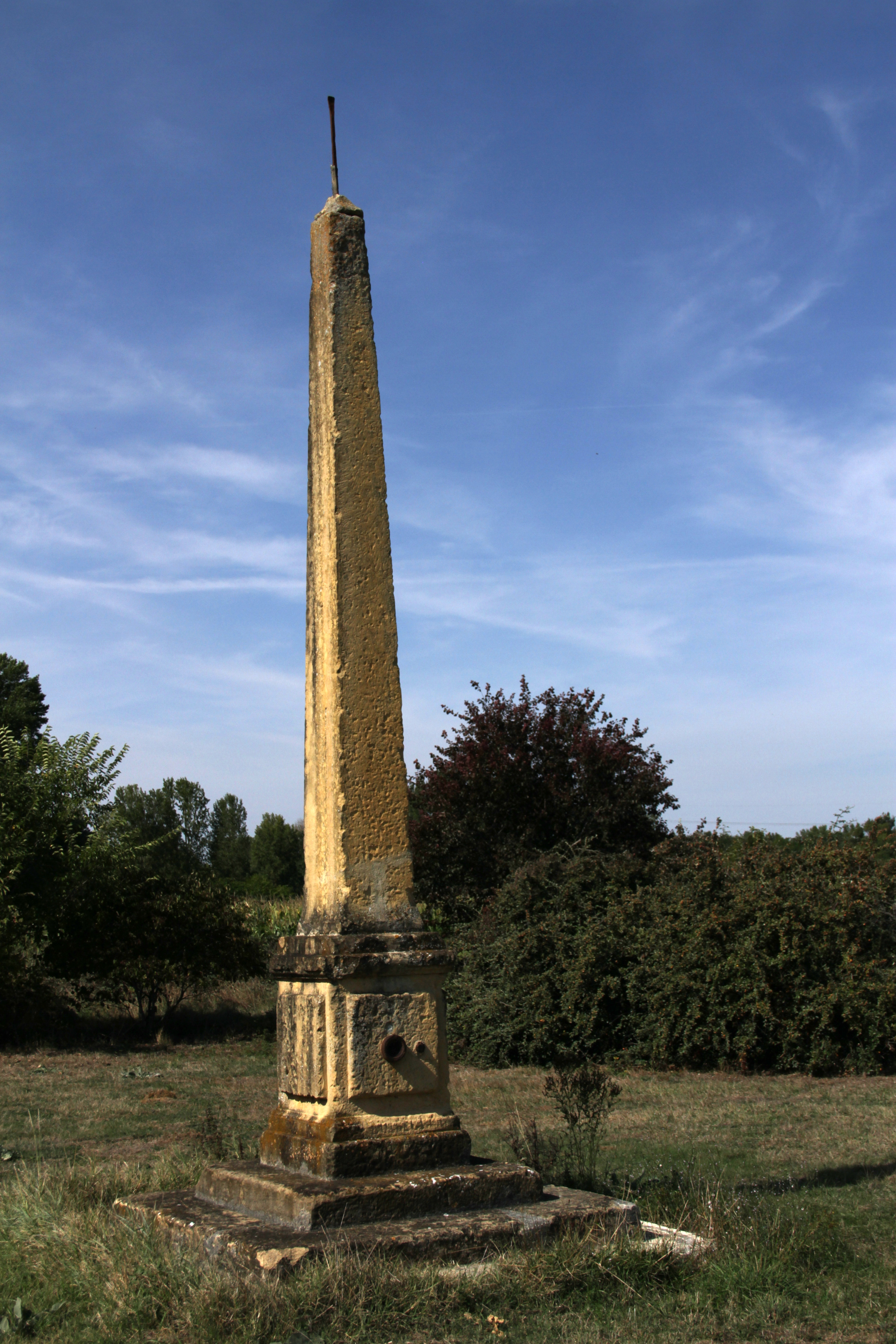
Pyramide de démarcation de la Guyenne et du Languedoc
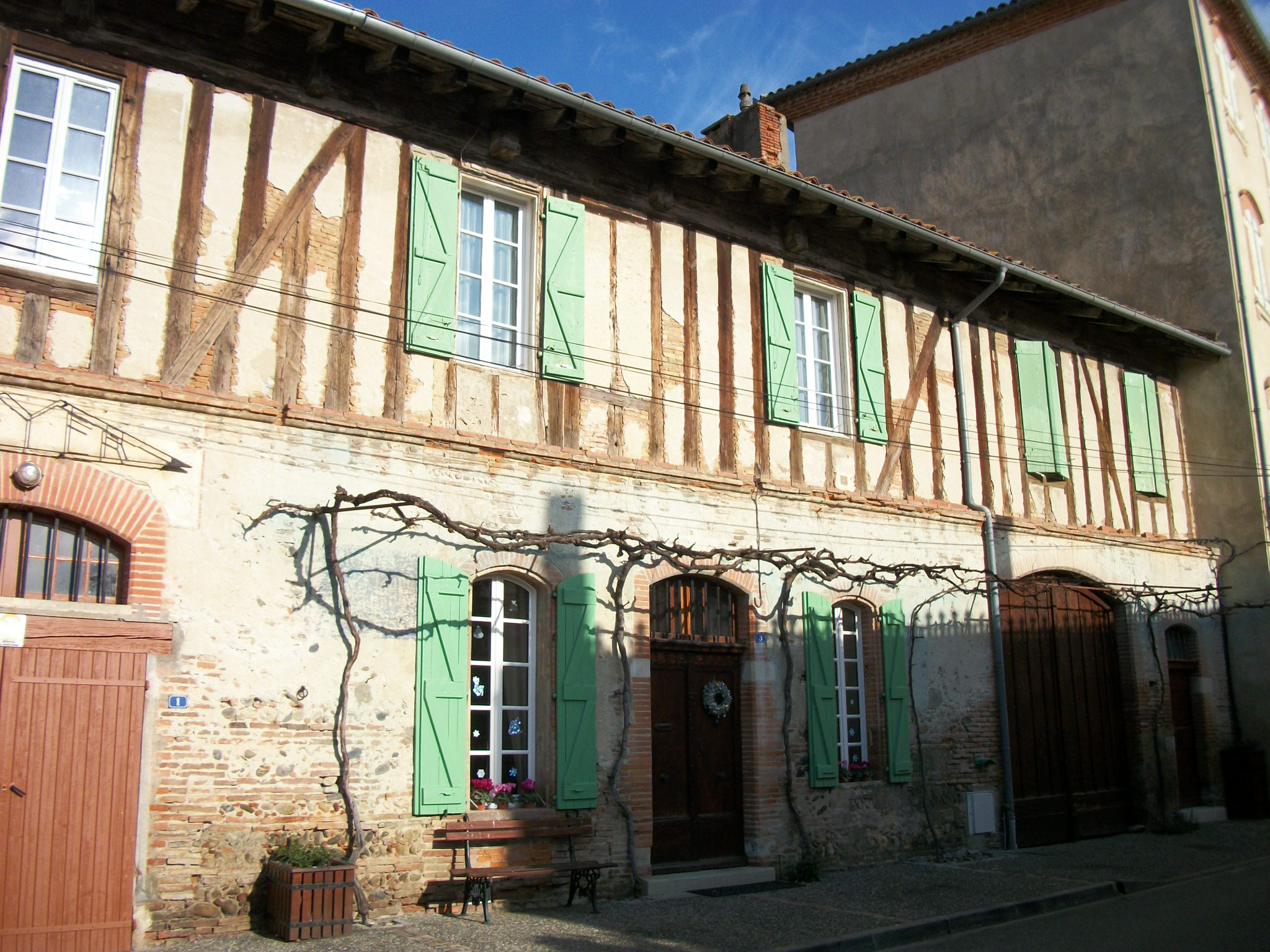
Une maison à colombages
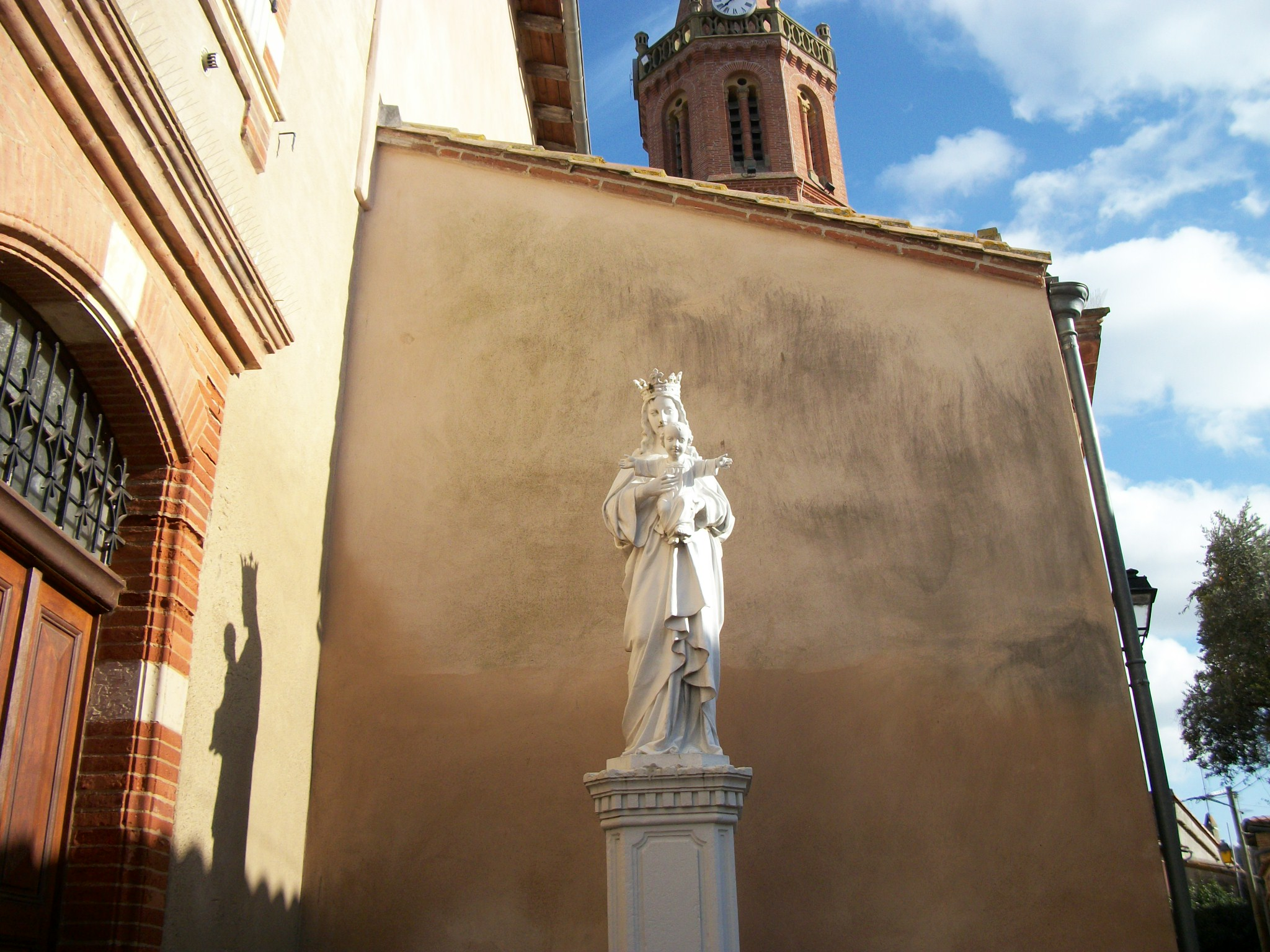
Statue de la Vierge à l'Enfant
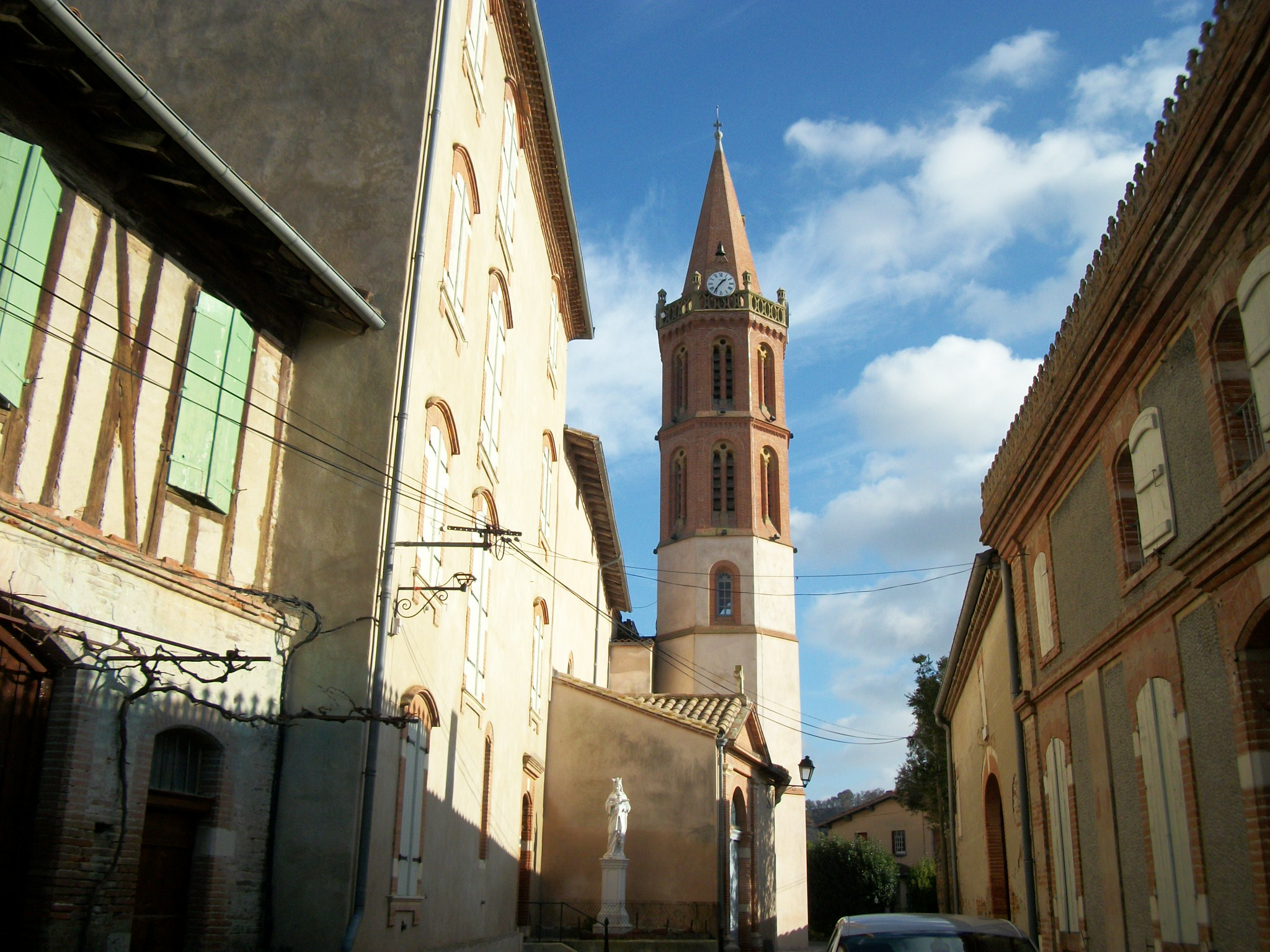
L'église Saint-Martin
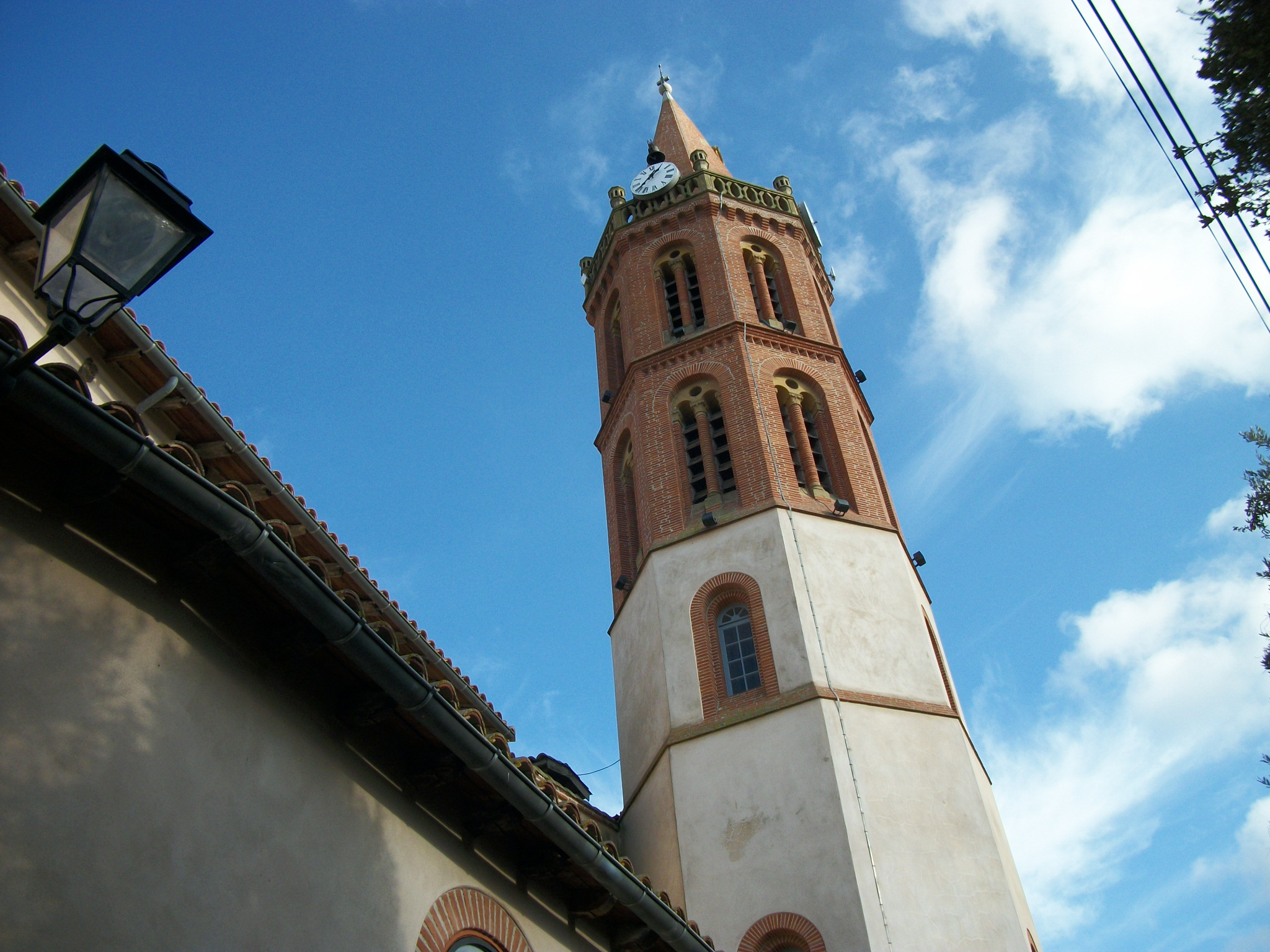
Le clocher de l'église Saint-Martin

### Personnalités liées à la commune
- Hugues de Noé
- Jean-Jacques Monssinat (1743-1827), homme politique né à Noé, député du tiers état aux États généraux de 1789.
- Jean-Baptiste Doumeng
- Jules Saliège
- Joseph Latour (1806-1863), peintre toulousain pyrénéiste
- Germain Théodore Abolin décédé sur la commune.

## Économie

### Revenus
En 2018  (données Insee publiées en septembre 2021), la commune compte 1 161 ménages fiscaux, regroupant 2 999 personnes. La médiane du revenu disponible par unité de consommation est de 21 660 € (23 140 € dans le département). 49 % des ménages fiscaux sont imposés (55,3 % dans le département).

### Emploi
|                | 2008  | 2013  | 2018  |
| -------------- | ----- | ----- | ----- |
| Commune        | 7,1 % | 9,2 % | 9,4 % |
| Département    | 7,7 % | 9,6 % | 9,3 % |
| France entière | 8,3 % | 10 %  | 10 %  |

En 2018, la population âgée de 15 à 64 ans s'élève à 1 823 personnes, parmi lesquelles on compte 76,7 % d'actifs (67,3 % ayant un emploi et 9,4 % de chômeurs) et 23,3 % d'inactifs,. En  2018, le taux de chômage communal (au sens du recensement) des 15-64 ans est supérieur à celui du département, mais inférieur à celui de la France, alors qu'il était inférieur à celui du département et de la France en 2008.
La commune fait partie de la couronne de l'aire d'attraction de Toulouse, du fait qu'au moins 15 % des actifs travaillent dans le pôle,. Elle compte 975 emplois en 2018, contre 843 en 2013 et 739 en 2008. Le nombre d'actifs ayant un emploi résidant dans la commune est de 1 237, soit un indicateur de concentration d'emploi de 78,8 % et un taux d'activité parmi les 15 ans ou plus de 61,3 %.
Sur ces 1 237 actifs de 15 ans ou plus ayant un emploi, 202 travaillent dans la commune, soit 16 % des habitants. Pour se rendre au travail, 88,9 % des habitants utilisent un véhicule personnel ou de fonction à quatre roues, 3,8 % les transports en commun, 4 % s'y rendent en deux-roues, à vélo ou à pied et 3,3 % n'ont pas besoin de transport (travail au domicile).

### Activités hors agriculture

#### Secteurs d'activités
342 établissements sont implantés  à Noé au 31 décembre 2019. Le tableau ci-dessous en détaille le nombre par secteur d'activité et compare les ratios avec ceux du département,.
| Secteur d'activité                                                                                        | Commune | Commune | Département |
| Secteur d'activité                                                                                        | Nombre  | %       | %           |
| --- | ------- | ------- | ----------- |
| Ensemble                                                                                                  | 342     | 100 %   | (100 %)     |
| Industrie manufacturière, industries extractives et autres                                                | 41      | 12 %    | (5,7 %)     |
| Construction                                                                                              | 79      | 23,1 %  | (12 %)      |
| Commerce de gros et de détail, transports, hébergement et restauration                                    | 86      | 25,1 %  | (25,9 %)    |
| Information et communication                                                                              | 6       | 1,8 %   | (4,1 %)     |
| Activités financières et d'assurance                                                                      | 10      | 2,9 %   | (3,8 %)     |
| Activités immobilières                                                                                    | 9       | 2,6 %   | (4,2 %)     |
| Activités spécialisées, scientifiques et techniques et activités de services administratifs et de soutien | 56      | 16,4 %  | (19,8 %)    |
| Administration publique, enseignement, santé humaine et action sociale                                    | 35      | 10,2 %  | (16,6 %)    |
| Autres activités de services                                                                              | 20      | 5,8 %   | (7,9 %)     |

Le secteur du commerce de gros et de détail, des transports, de l'hébergement et de la restauration est prépondérant sur la commune puisqu'il représente 25,1 % du nombre total d'établissements de la commune (86 sur les 342 entreprises implantées  à Noé), contre 25,9 % au niveau départemental.

#### Entreprises et commerces
Les cinq entreprises ayant leur siège social sur le territoire communal qui génèrent le plus de chiffre d'affaires en 2020 sont : 
- Irrijardin, centrales d'achat non alimentaires (67 393 k€)
- SARL Christal, supermarchés (20 487 k€)
- Sol Facade, travaux de revêtement des sols et des murs (11 296 k€)
- Transports - Developpement Volvestre, transports routiers de fret de proximité (5 151 k€)
- Chetcuti Affretement Transport, affrètement et organisation des transports (4 814 k€)

Commerces en 2016 : un distributeur de matériaux de construction, un atelier de réparation automobile, bureau de tabac, une poste, 2 boulangeries, 2 coiffeurs, une auto école, une pharmacie un dentiste un docteur et kinésithérapeute, 2 agences immobilières, une épicerie et également un Super U un hôtel-restaurant, ainsi qu'une pizzeria.

### Agriculture
|               | 1988 | 2000 | 2010 | 2020 |
| ------------- | ---- | ---- | ---- | ---- |
| Exploitations | 26   | 13   | 7    | 4    |
| SAU (ha)      | 529  | 380  | 258  | 130  |

La commune est dans « les Vallées », une petite région agricole consacrée à la polyculture sur les plaines et terrasses alluviales qui s’étendent de part et d’autre des sillons marqués par la Garonne et l’Ariège. En 2020, l'orientation technico-économique de l'agriculture  sur la commune est la polyculture et/ou le polyélevage. Quatre exploitations agricoles ayant leur siège dans la commune sont dénombrées lors du recensement agricole de 2020 (26 en 1988). La superficie agricole utilisée est de 130 ha,,.

## Vie pratique

### Enseignement
Noé fait partie de l'académie de Toulouse.

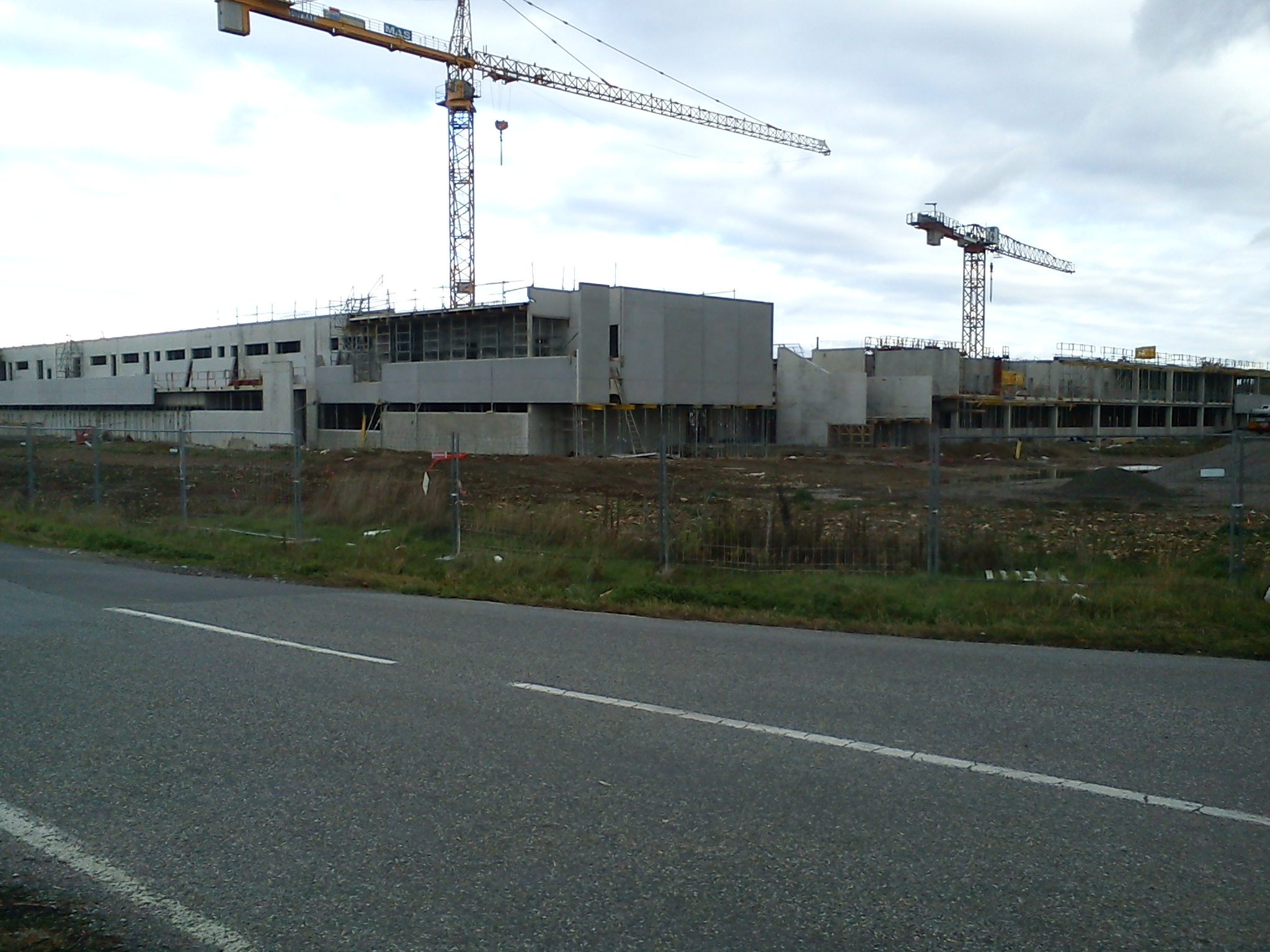
Collège Nelson Mandela en construction (fin 2012)

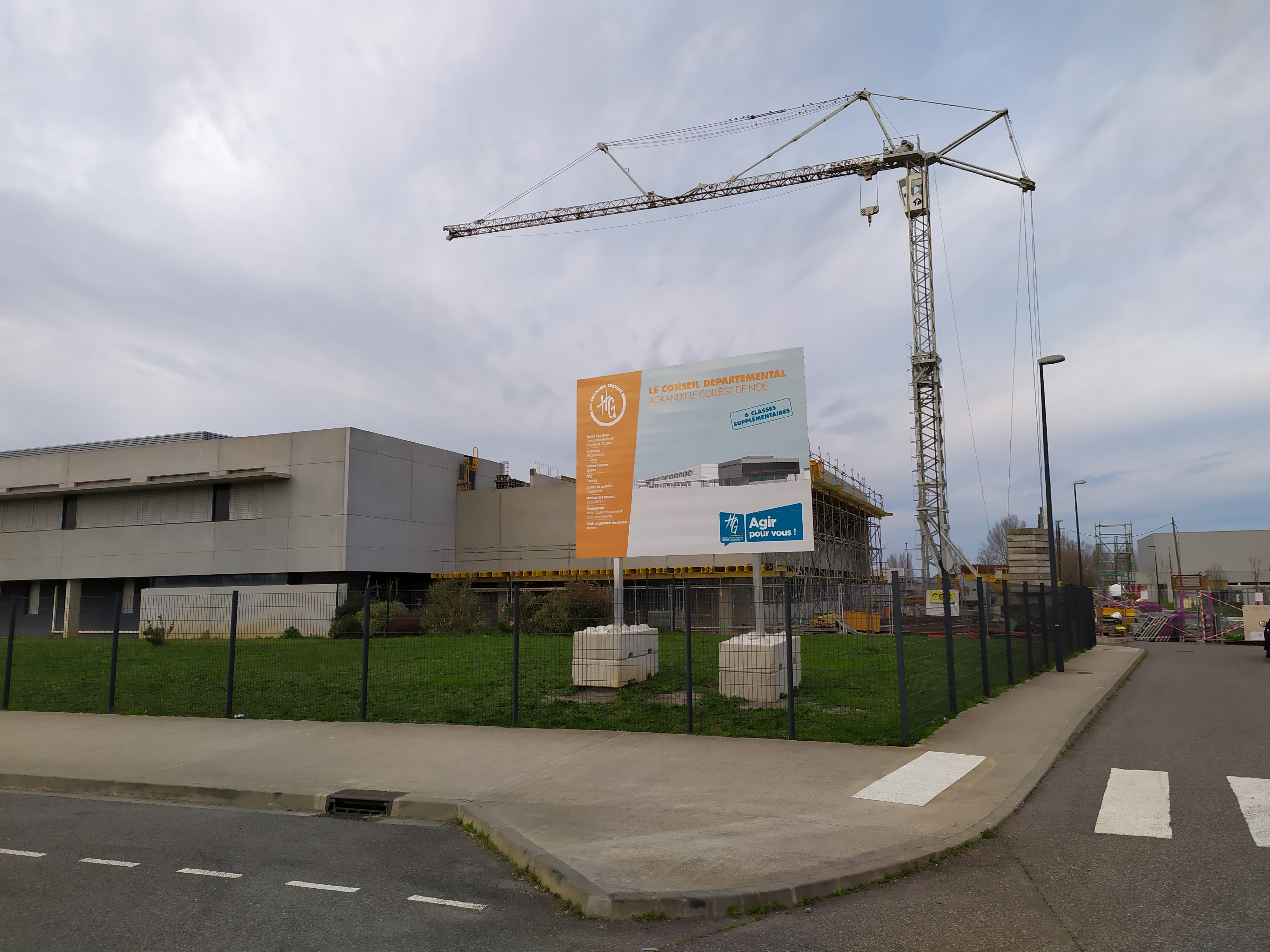
Agrandissement en 2020

Sur la commune, il existe une école maternelle et une école primaire, le tout étant complété par la bibliothèque municipale. Jusqu'en 2013 le collège était celui de la commune voisine de Carbonne, mais depuis la rentrée 2013 Noé a son propre collège, le collège Nelson Mandela, en 2020 une extension est réalisé (6 classes supplémentaires) pour passer d’une capacité d’accueil de 600 à 700 places.
Une médiathèque est également présente entre les 2 écoles primaires et maternelles.

### Culture
Diverses associations dont une école de musique de danse et de dessin, chorale, phototèque,

### Activités sportives
Associations sportives : tennis, le football, la pétanque, basket-ball, chasse, pêche, gymnastique.

#### Équipements sportifs
Une piscine, 2 terrains de tennis extérieurs, le stade de football Jean Rougé, un gymnase et une salle de tennis couverte : la salle Faugères qui comprend également un terrain de pétanque.

### Écologie et recyclage
La collecte et le traitement des déchets des ménages et des déchets assimilés ainsi que la protection et la mise en valeur de l'environnement se font dans le cadre de la communauté de communes du Volvestre.
Une déchèterie est gérée par la communauté de communes est présente sur la commune de Carbonne en limite de Peyssies, ainsi que sur la commune ou il existe une déchèterie pour déchets verts chemin Peyrefil.

## Pour approfondir

#### Site de l'Insee
1. 1 2 3 4 5  Insee, « Métadonnées de la commune de Noé (Haute-Garonne) ».
2. ↑  « La grille communale de densité », sur insee,fr, 28 mai 2024 (consulté le 27 juin 2024).
3. ↑  « Unité urbaine 2020 de Longages », sur insee.fr (consulté le 27 juin 2024).
4. ↑  « Liste des communes composant l'aire d'attraction de Toulouse », sur insee.fr (consulté le 27 juin 2024).
5. ↑  Marie-Pierre de Bellefon, Pascal Eusebio, Jocelyn Forest, Olivier Pégaz-Blanc et Raymond Warnod (Insee), « En France, neuf personnes sur dix vivent dans l’aire d’attraction d’une ville », sur insee.fr, 21 octobre 2020 (consulté le 27 juin 2024).
6. ↑  « REV T1 - Ménages fiscaux de l'année 2018 à Noé » (consulté le 2 février 2022).
7. ↑  « REV T1 - Ménages fiscaux de l'année 2018 dans la Haute-Garonne » (consulté le 2 février 2022).
8. 1 2  « Emp T1 - Population de 15 à 64 ans par type d'activité en 2018 à Noé » (consulté le 2 février 2022).
9. ↑  « Emp T1 - Population de 15 à 64 ans par type d'activité en 2018 dans la Haute-Garonne » (consulté le 2 février 2022).
10. ↑  « Emp T1 - Population de 15 à 64 ans par type d'activité en 2018 dans la France entière » (consulté le 2 février 2022).
11. ↑  « Base des aires d'attraction des villes 2020 », sur site de l'Insee (consulté le 10 avril 2021).
12. ↑  « Emp T5 - Emploi et activité en 2018 à Noé » (consulté le 2 février 2022).
13. ↑  « ACT T4 - Lieu de travail des actifs de 15 ans ou plus ayant un emploi qui résident dans la commune en 2018 » (consulté le 2 février 2022).
14. ↑  « ACT G2 - Part des moyens de transport utilisés pour se rendre au travail en 2018 » (consulté le 2 février 2022).
15. ↑  « DEN T5 - Nombre d'établissements par secteur d'activité au 31 décembre 2019 à Noé » (consulté le 12 février 2022).
16. ↑  « DEN T5 - Nombre d'établissements par secteur d'activité au 31 décembre 2019 dans la Haute-Garonne » (consulté le 12 février 2022).

#### Autres sources
1. ↑  Stephan Georg, « Distance entre Noé et Toulouse », sur fr.distance.to (consulté le 24 août 2021).
2. ↑  Stephan Georg, « Distance entre Noé et Muret », sur fr.distance.to (consulté le 24 août 2021).
3. ↑  
Stephan Georg, « Distance entre Noé et Auterive », sur fr.distance.to (consulté le 24 août 2021).
4. ↑  « Communes les plus proches de Noé », sur villorama.com (consulté le 24 août 2021).
5. ↑  Frédéric Zégierman, Le guide des pays de France - Sud, Paris, Fayard, avril 1999 (ISBN 2-213-59961-0), p. 384-385.
6. ↑  Carte IGN sous Géoportail
7. ↑  Répertoire géographique des communes, publié par l'Institut national de l'information géographique et forestière, [lire en ligne].
8. ↑  « Le réseau hydrographique du bassin Adour-Garonne. » [PDF], sur draaf.occitanie.agriculture.gouv.fr (consulté le 5 novembre 2021).
9. ↑  « Fiche communale de Noé », sur le système d'information pour la gestion des eaux souterraines en Occitanie (consulté le 5 novembre 2021).
10. ↑  Sandre, « la Garonne »
11. ↑  Sandre, « le ruisseau du Rabé »
12. 1 2  Daniel Joly, Thierry Brossard, Hervé Cardot, Jean Cavailhes, Mohamed Hilal et Pierre Wavresky, « Les types de climats en France, une construction spatiale », Cybergéo, revue européenne de géographie - European Journal of Geography, no 501,‎ 18 juin 2010 (DOI 10.4000/cybergeo.23155, lire en ligne, consulté le 21 novembre 2023)
13. ↑  « Zonages climatiques en France métropolitaine. », sur pluiesextremes.meteo.fr (consulté le 21 novembre 2023).
14. ↑  « Orthodromie entre Noé et Lherm », sur fr.distance.to (consulté le 21 novembre 2023).
15. ↑  « Station Météo-France « Muret-Lherm » (commune de Lherm) - fiche climatologique - période 1991-2020 », sur donneespubliques.meteofrance.fr (consulté le 21 novembre 2023).
16. ↑  « Station Météo-France « Muret-Lherm » (commune de Lherm) - fiche de métadonnées. », sur donneespubliques.meteofrance.fr (consulté le 21 novembre 2023).
17. ↑  « Climadiag Commune : diagnostiquez les enjeux climatiques de votre collectivité. », sur meteofrance.fr, novembre 2022 (consulté le 21 novembre 2023).
18. ↑  « Les différents espaces protégés. »(Archive.org • Wikiwix • Archive.is • Google • Que faire ?), sur observatoire-biodiversite-centre.fr (consulté le 29 août 2021).
19. ↑  « Liste des espaces protégés sur la commune », sur le site de l'inventaire national du patrimoine naturel (consulté le 29 août 2021).
20. ↑  « - fiche descriptive », sur le site de l'inventaire national du patrimoine naturel (consulté le 29 août 2021).
21. ↑  Réseau européen Natura 2000, Ministère de la transition écologique et solidaire
22. ↑  « Liste des zones Natura 2000 de la commune de Noé », sur le site de l'Inventaire national du patrimoine naturel (consulté le 29 août 2021).
23. ↑  « site Natura 2000 FR7301822 - fiche descriptive », sur le site de l'inventaire national du patrimoine naturel (consulté le 29 août 2021).
24. 1 2  « Liste des ZNIEFF de la commune de Noé », sur le site de l'Inventaire national du patrimoine naturel (consulté le 29 août 2021).
25. ↑  « ZNIEFF les « falaises de la Garonne, de Muret à Carbonne » - fiche descriptive », sur le site de l'inventaire national du patrimoine naturel (consulté le 29 août 2021).
26. ↑  « ZNIEFF « la Garonne de Montréjeau jusqu'à Lamagistère » - fiche descriptive », sur le site de l'inventaire national du patrimoine naturel (consulté le 29 août 2021).
27. ↑  « ZNIEFF « la Garonne et milieux riverains, en aval de Montréjeau » - fiche descriptive », sur le site de l'inventaire national du patrimoine naturel (consulté le 29 août 2021).
28. ↑  « CORINE Land Cover (CLC) - Répartition des superficies en 15 postes d'occupation des sols (métropole). », sur le site des données et études statistiques du ministère de la Transition écologique. (consulté le 14 avril 2021).
29. 1 2 3  « Les risques près de chez moi - commune de Noé », sur Géorisques (consulté le 17 octobre 2022).
30. ↑  BRGM, « Évaluez simplement et rapidement les risques de votre bien », sur Géorisques (consulté le 10 septembre 2022).
31. ↑  « Dossier départemental des risques majeurs dans la Haute-Garonne », sur haute-garonne.gouv.fr (consulté le 10 septembre 2022), partie 1 -  chapitre Risque inondation.
32. ↑  « Dossier départemental des risques majeurs dans la Haute-Garonne », sur haute-garonne.gouv.fr (consulté le 10 septembre 2022), partie 1 -  chapitre Mouvements de terrain.
33. ↑  « Retrait-gonflement des argiles », sur le site de l'observatoire national des risques naturels (consulté le 10 septembre 2022).
34. ↑  « Liste des cavités souterraines localisées sur la commune de Noé », sur georisques.gouv.fr (consulté le 10 septembre 2022).
35. ↑  « Dossier départemental des risques majeurs dans la Haute-Garonne », sur haute-garonne.gouv.fr (consulté le 10 septembre 2022), chapitre Risque rupture de barrage.
36. ↑  Jean Calvet, Histoire de la ville de Saint Amans, Le Livre d'histoire, "Les Volces se divisaient en deux grandes familles." p8
37. ↑  AD31/ Monographie communale de 1885.
38. ↑  « Carte des convois de déportation vers la Pologne », sur memorialdelashoah.org (consulté le 7 janvier 2018).
39. ↑  .http://www.musee-resistance31.fr/index.php?option=com_content&view=article&id=202&Itemid=263
40. ↑  « Itinéraires des convois de déportations vers la Pologne », sur memorialdelashoah.org (consulté le 7 janvier 2018).
41. ↑  L'honneur d'un cardinal
42. ↑  La Dépêche
43. ↑  art L. 2121-2 du code général des collectivités territoriales.
44. ↑  « Résultats des élections municipales et communautaires 2014 », sur interieur.gouv.fr (consulté le 19 octobre 2020).
45. ↑  « Le dernier adieu à Jean-Paul Feuillerac », La Dépêche,‎ 25 janvier 2019 (lire en ligne).
46. ↑  L'organisation du recensement, sur insee.fr.
47. ↑  Calendrier départemental des recensements, sur insee.fr.
48. ↑  Des villages de Cassini aux communes d'aujourd'hui sur le site de l'École des hautes études en sciences sociales.
49. ↑  Fiches Insee - Populations de référence de la commune pour les années 2006, 2007, 2008, 2009, 2010, 2011, 2012, 2013, 2014, 2015, 2016, 2017, 2018, 2019, 2020, 2021 et 2022.
50. 1 2 3 4 5  INSEE, « Population selon le sexe et l'âge quinquennal de 1968 à 2012 (1990 à 2012 pour les DOM) », sur insee.fr, 15 octobre 2015 (consulté le 10 janvier 2016).
51. ↑  INSEE, « Populations légales 2006 des départements et des collectivités d'outre-mer », sur insee.fr, 1er janvier 2009 (consulté le 8 janvier 2016).
52. ↑  INSEE, « Populations légales 2009 des départements et des collectivités d'outre-mer », sur insee.fr, 1er janvier 2012 (consulté le 8 janvier 2016).
53. ↑  INSEE, « Populations légales 2013 des départements et des collectivités d'outre-mer », sur insee.fr, 1er janvier 2016 (consulté le 8 janvier 2016).
54. ↑  Notice no PA00094409, sur la plateforme ouverte du patrimoine, base Mérimée, ministère français de la Culture.
55. ↑  « Borne », notice no PA00094379, sur la plateforme ouverte du patrimoine, base Mérimée, ministère français de la Culture, consultée le 1 décembre 2011.
56. ↑  « Entreprises à Noé », sur entreprises.lefigaro.fr (consulté le 12 février 2022).
57. ↑  « Les régions agricoles (RA), petites régions agricoles(PRA) - Année de référence : 2017 », sur agreste.agriculture.gouv.fr (consulté le 12 février 2022).
58. ↑  Présentation des premiers résultats du recensement agricole 2020, Ministère de l’agriculture et de l’alimentation, 10 décembre 2021
59. ↑  « Fiche de recensement agricole - Exploitations ayant leur siège dans la commune de Noé - Données générales », sur recensement-agricole.agriculture.gouv.fr (consulté le 12 février 2022).
60. ↑  « Les associations sportives », sur Site officiel de la mairie de Noé, 16 juin 2011 (consulté le 19 octobre 2020).
61. ↑  « Accueil »(Archive.org • Wikiwix • Archive.is • Google • Que faire ?), sur Communauté de communes du Volvestre (consulté le 19 octobre 2020).
62. ↑  « Accueil »(Archive.org • Wikiwix • Archive.is • Google • Que faire ?), sur Communauté de communes du Volvestre (consulté le 19 octobre 2020).